# Unterbreitenloh (Seelach)
Unterbreitenloh ist ein Gemeindeteil der Kreisstadt Kronach im Landkreis Kronach (Oberfranken, Bayern).

## Geographie
Der Weiler ist in der Ortsstraße Breitenloh (B 303) des neu gebildeten Gemeindeteils Gehülz aufgegangen. Sie führt zum ehemaligen Gemeindeteil Breitenloh (0,5 km westlich) bzw. nach Kronach zur B 85 (1,3 km östlich). Südlich von Unterbreitenloh fließt der Paulusgraben, ein linker Zufluss des Dobersgrundbachs.

## Geschichte
Gegen Ende des 18. Jahrhunderts gab es in Unterbreitenloh ein Anwesen. Das Hochgericht übte das bambergische Centamt Kronach aus. Die Stadt Kronach war Grundherr des Ganzhofes.
Mit dem Gemeindeedikt wurde Unterbreitenloh dem 1808 gebildeten Steuerdistrikt Neuses und der 1818 gebildeten Ruralgemeinde Seelach zugewiesen. Am 1. Mai 1978 wurde Unterbreitenloh im Zuge der Gebietsreform in Bayern in Kronach eingegliedert.

### Einwohnerentwicklung
| Jahr      | 001818 | 001861 | 001871 | 001885 | 001900 | 001925 | 001950 | 001961 | 001970 | 001987 |
| Einwohner |        | 5      | 7      | 7      | *      | *      | *      | *      | 23     | +      |
| Häuser    | 1      |        |        | 1      | *      | *      | *      | *      |        | +      |
| Quelle    | [ 4 ]  | [ 6 ]  | [ 7 ]  | [ 8 ]  | [ 9 ]  | [ 10 ] | [ 11 ] | [ 12 ] | [ 13 ] | [ 14 ] |

## Religion
Der Ort ist römisch-katholisch geprägt und nach St. Johannes der Täufer (Kronach) gepfarrt.